# سامسونگ گلکسی آ۱۱
سامسونگ گلکسی آ۱۱ (به انگلیسی: Samsung Galaxy A11) با نام فنی Samsung A115x (حرف x بسته به بازار عرضه متغیر است) یک تلفن هوشمند اندرویدی از سری گلکسی آ، محصولی از سامسونگ الکترونیکس است که در ۱۳ مارس ۲۰۲۰ به‌عنوان جانشین نسل قبلی خود، به یعنی سامسونگ گلکسی ای۱۰، معرفی شد. سامسونگ گلکسی ام۱۱ که در مارس ۲۰۲۰ معرفی شد شباهت‌های بسیاری به این گوشی دارد ولی در آن از باتری قوی‌تر ۵۰۰۰ میلی‌آمپر استفاده شده‌است.از قابلیت های دیگر گلگسی آ ۱۱، خواندن نام مخاطب، یا شماره تماس مخاطب(ناشناس) در هنگام تماس است، یعنی اگر در زمانی که گوشی در نزدیکی شما نیست، می توانید با شنیدن نام مخاطب در هنگام تماس به صورت سخنگو مطلع شوید.

## طراحی

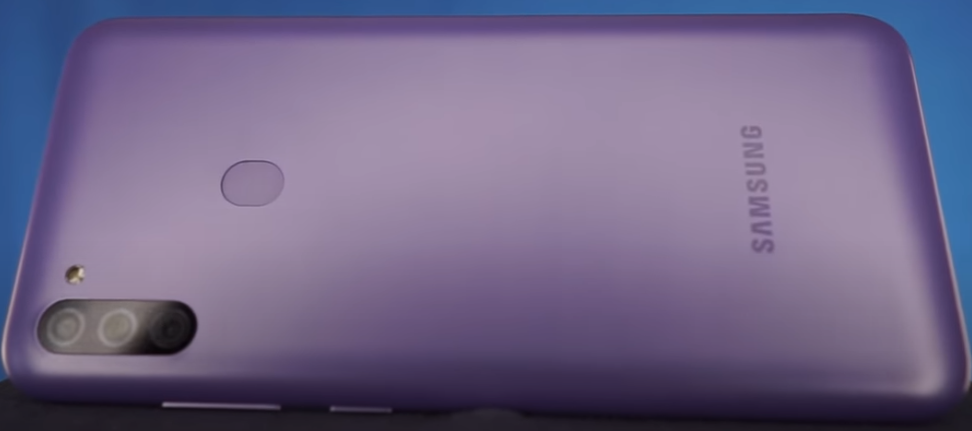
نمای پشت سامسونگ گلکسی آ۱۱

ابعاد آ۱۱ نسبت به مدل قبلی کمتر است و وزن ۱۷۷ گرمی آن، ۹ گرم بیشتر از گلکسی آ۱۰ است.
طراحی این گوشی بسیار شبیه به مدل گلکسی آ۱۰ اس به نظر می‌رسد. بالا و دور این گوشی حاشیه نازکی دارد و حاشیه قسمت پایینی آن به میزان قابل توجهی بیشتر است. دوربین پشت هر دو گوشی در بالا سمت چپ قرار دارد و حسگر اثرانگشت هر دو گوشی در پشت دستگاه است اما بریدگی دوربین سلفی بزرگترین تفاوت آ۱۰ اس و آ۱۱ است.
دوربین پشت هر دو گوشی به شکل یک بیضی عمودی است، اما آ۱۱ یک دوربین بیشتر دارد (که در نتیجه عرض بیضی را بیشتر می‌کند) و فلاش دوربین این گوشی نیز از پایین‌ترین بخش به سمت راست بالاترین دوربین انتقال یافته‌است. علاوه بر این، طراحی دوربین سلفی این دو گوشی متفاوت است، دوربین سلفی آ۱۰ اس در یک بریدگی به شکل قطره در وسط بخش بالایی نمایشگر حضور داشت اما دوربین سلفی آ۱۱ به شکل یک حفره در بالا سمت چپ قرار دارد. همچنین در آ۱۱ کلیدهای تنظیم صدا و روشن و خاموش کردن دستگاه در سمت راست قرار دارند، این در حالیست که در آ۱۰ اس کلیدهای تنظیم صدا در سمت چپ بودند.
آ۱۱ با ۴ رنگ متفاوت عرضه شده‌است: سیاه، سفید، قرمز و آبی.

## مشخصات

### سخت‌افزار
سامسونگ گلکسی آ۱۱ دارای صفحه نمایش پی‌ال‌اس تی‌اف‌تی ۶٫۴ اینچ با رزولوشن ۱۵۶۰ در ۷۲۰ است (اچ‌دی پلاس). این گوشی یک پردازنده مرکزی ۸ هسته‌ای ۱٫۸ گیگاهرتزی دارد، سیستم روی یک تراشه آن اسنپ‌دراگون ۴۵۰ است و حافظه داخلی اش ۳۲ گیگابایت است (که می‌توان با کارت میکرو اس‌دی آن را تا ۵۱۲ یا حداکثر ۵۴۴ گیگابایت ارتقا داد) که با ۲ یا ۳ گیگابایت رم ارائه می‌شود. باتری این گوشی ۴۰۰۰ میلی‌آمپر است و از شارژ سریع ۱۵ واتی پشتیبانی می‌کند.

#### دوربین
برخلاف گلکسی آ۱۰ که تنها یک دوربین عقب داشت، آ۱۱ در عقب دارای ۳ دوربین است. دوربین اصلی این گوشی یک دوربین ۱۳ مگاپیکسل با لنز واید ۲۸ میلی‌متری، فوکوس خودکار و f/1.8 است، دوربین اولترا واید آ۱۱ یک دوربین ۵ مگاپیکسل با f/2.2 است. علاوه بر این، این گوشی یک سنسور تشخیص عمق ۲ مگاپیکسل با f/2.4 دارد. دوربین سلفی این گوشی ۸ مگاپیکسل و با f/2.0 است.

### نرم‌افزار
آ۱۱ به‌طور پیش‌فرض از اندروید ۱۰ با رابط‌کاربری وان یوآی ۲ بهره می‌برد که با توجه به دریافت آپدیت در گوشی‌های قدیمی‌تر سامسونگ می‌توان گفت که این گوشی اندروید ۱۱ و اندروید ۱۲ را نیز با رابط‌کاربری سامسونگ دریافت خواهد کرد.